# Câu lạc bộ bóng đá Sông Lam Nghệ An
Câu lạc bộ bóng đá Sông Lam Nghệ An (tiếng Anh: Song Lam Nghe An Football Club), trong văn nói thường được gọi là Sông Lam Nghệ An hay ngắn gọn hơn là Sông Lam, là một câu lạc bộ bóng đá chuyên nghiệp tại Việt Nam, có trụ sở ở phường Thành Vinh, tỉnh Nghệ An. Đây là câu lạc bộ đã đoạt rất nhiều danh hiệu từ Vô địch Quốc gia, Cúp Quốc gia cũng như các giải trẻ và là một trong những câu lạc bộ đóng góp cầu thủ cho đội tuyển bóng đá quốc gia Việt Nam nhiều nhất. Từ trước đến nay, Sông Lam Nghệ An có truyền thống chỉ sử dụng nội binh là các cầu thủ từ chính lò đào tạo của câu lạc bộ. Gần như tất cả các cầu thủ này đều có quê ở Nghệ An hoặc Hà Tĩnh, vì vậy có thể xem đây là câu lạc bộ giàu bản sắc địa phương bậc nhất cả nước.
Sông Lam Nghệ An chính thức được thành lập vào năm 1979 sau khi được xếp thi đấu ở hạng A2 toàn quốc. Sân nhà của Sông Lam Nghệ An là sân vận động Vinh, sức chứa hiện nay là 18.000 khán giả. Trang phục thi đấu truyền thống của Sông Lam Nghệ An là màu vàng mang đậm chất xứ Nghệ nên họ có biệt danh là Đội bóng áo vàng (hay Đội bóng xứ Nghệ). Câu lạc bộ là một trong những đội bóng có truyền thống lịch sử lâu đời nhất ở Việt Nam.
Trong hơn 40 năm tồn tại, Sông Lam Nghệ An đã đem được nhiều chiến tích về trưng bày trong phòng truyền thống của mình: 3 danh hiệu Vô địch Quốc gia, 3 Cúp Quốc gia, 4 Siêu cúp Quốc gia và 1 danh hiệu vô địch Giải tập huấn mùa xuân. Ở đấu trường quốc tế, đội có thành tích thi đấu khá tốt tại AFC Champions League vào năm 2001. Trên bình diện quốc nội, với 10 danh hiệu chính thức ở cấp độ đội một và hàng loạt danh hiệu lớn nhỏ khác tại các cấp độ trẻ, Sông Lam Nghệ An là một trong số các câu lạc bộ giàu thành tích nhất cả nước.

## Lịch sử

### Tiền thân
Thời kỳ Pháp thuộc, khu vực Vinh – Bến Thủy từng có một đội bóng lừng danh mang tên là Đội Áo Vàng. Đây được xem như là khởi đầu của truyền thống bóng đá Nghệ An. Một số người cho rằng đây là nguồn gốc của màu áo vàng truyền thống của đội Sông Lam Nghệ An ngày nay.
Tuy vậy, vùng Nghệ Tĩnh hầu như không có một đột bóng nổi bật nào suốt hầu hết thời gian chiến tranh. Mãi đến năm 1973, Bộ chỉ huy Quân sự tỉnh Nghệ Tĩnh mới thành lập một đội bóng nghiệp dư để thi đấu ở Giải hạng B phong trào. Đội bóng này được xem là tiền thân của Sông Lam Nghệ An ngày nay.

### Đội bóng đá Sông Lam Nghệ Tĩnh (1979–1992)
Năm 1979, sau khi hệ thống Giải bóng đá vô địch quốc gia được thành lập, với thành tích thi đấu tốt, đội được xếp thi đấu ở hạng A2 toàn quốc. Ngày 28 tháng 2 năm 1979, đội bóng được chính thức được Bộ chỉ huy Quân sự tỉnh Nghệ Tĩnh chuyển về Ủy ban Nhân dân tỉnh Nghệ Tĩnh quản lý và đổi tên thành Đội bóng đá Sông Lam.
Năm 1980, Huấn luyện viên Nguyễn Thành Vinh bắt đầu nắm đội 1 của Đội bóng đá Sông Lam Nghệ Tĩnh. Từ đây, mặc dù là một đội bóng "trẻ" trong nền bóng đá Việt Nam so với các đội bóng cùng thời như Thể Công, Cảng Sài Gòn, Công an Hà Nội, Công an Hải Phòng, nhưng với những nỗ lực của huấn luyện viên Nguyễn Thành Vinh, đội bóng Sông Lam đã bắt đầu có được chuỗi thành tích, cũng như một lối đá đặc trưng của riêng mình, sánh vai với các đội bóng đàn anh.
Năm 1986, đội lần đầu tiên thi đấu ở hạng A1 toàn quốc (hạng cao nhất lúc đó). Dù chỉ xếp hạng 5/6 ở bảng C và không vào được vòng 2, đây lại là khởi đầu của thành tích thi đấu bền bỉ ở các giải vô địch cao nhất quốc gia của đội bóng Sông Lam.
Năm 1989, lần đầu tiên phân hạng đội mạnh. Tuy không thi đấu ở vòng 2 do phải sang Lào thi đấu, đội vẫn được đặc cách thăng hạng đội mạnh bởi thành tích thi đấu tốt ở vòng 1.
Tại Giải bóng đá vô địch quốc gia Việt Nam 1990, trong trận thi đấu với đội Dệt Nam Định, các cầu thủ Dệt Nam Định đuổi đánh trọng tài Nguyễn Thu nên hai đội cùng bị kỷ luật xuống hạng A1. Tuy nhiên sau đó, Liên đoàn bóng đá Việt Nam hủy quyết định và công nhận Sông Lam Nghệ Tĩnh vẫn ở giải đội mạnh, còn Dệt Nam Định bị cấm thi đấu một năm.
Tại Giải bóng đá vô địch quốc gia Việt Nam 1991, đội thi đấu với thành tích yếu kém, phải thi đấu chung kết ngược với đội Long An và may mắn trụ hạng nhờ thắng trong loạt đá luân lưu.

### Đội bóng đá Sông Lam Nghệ An (1992–1994)
Năm 1992, Nghệ Tĩnh được tách thành hai tỉnh là Nghệ An và Hà Tĩnh. Đội bóng Sông Lam Nghệ Tĩnh được chuyển về cho tỉnh Nghệ An quản lý và đổi tên thành Đội bóng đá Sông Lam Nghệ An. Cũng trong năm này, đội lọt vào bán kết và đạt hạng 3 giải bóng đá vô địch quốc gia.

### Đoàn bóng đá Sông Lam Nghệ An (1994–2004)
Ngày 21 tháng 3 năm 1994, Ủy ban Nhân dân tỉnh Nghệ An có quyết định đổi tên thành Đoàn bóng đá Sông Lam và chuyển đổi hình thức tổ chức thành một đơn vị sự nghiệp thuộc ngành Thể dục Thể thao.
Năm 1996, đội thi đấu xuất sắc và đoạt Huy chương đồng Giải vô địch Quốc gia, Huy chương đồng Cúp Quốc gia 1996.
Tại mùa giải 1997, đội tiếp tục thi đấu khởi sắc nhưng lại bỏ lỡ cơ hội vô địch khi đội Thể Công bất ngờ bị cầm hòa với Cảng Sài Gòn ngay trên sân Cột Cờ. Thua 1 điểm, Sông Lam đành nhận huy chương bạc. Cũng trong năm này, tại giải vô địch giải bóng đá trong nhà, đội đoạt chức vô địch sau khi đánh bại đội Long An.
Năm 1998 là một mùa bóng nhiều thành tích của đội: Á quân Giải vô địch Quốc gia, huy chương đồng Cúp Quốc gia 1998, Vô địch cúp Dunhill khi đánh bại Công an Hà Nội 2–0 trong trận chung kết trên sân Vinh, tiếp tục vô địch Cúp bóng đá trong nhà.
Năm 1999, đội đoạt chức vô địch Giải bóng đá tập huấn mùa xuân 1999 với trận thắng Công an Hà Nội ngay trên sân Hàng Đẫy bằng loạt sút luân lưu 11m với sự xuất sắc của Võ Văn Hạnh. Trong giải Cúp Dunhill cuối cùng ở Hải Phòng, đội giành Huy chương bạc.
Năm 2000, đội lần đầu tiên đoạt chức vô địch Giải vô địch Quốc gia với 43 điểm sau 24 vòng đấu. Văn Sỹ Thủy là cầu thủ ghi nhiều bàn thắng nhất và đạt danh hiệu "Vua phá lưới" của giải. Thành tích này không thể không có những đóng góp to lớn của Nguyễn Thành Vinh, người từng có 19 năm giữ cương vị huấn luyện viên trưởng, cùng bóng đá xứ Nghệ vượt qua khó khăn để đạt được vinh quang đầu tiên cho câu lạc bộ. Cùng năm đó, họ tiếp tục thành công khi đánh bại Cảng Sài Gòn 2–0 trên sân Hàng Đẫy và đoạt Siêu cúp Quốc gia. Với thế hệ tài năng của Văn Sỹ Hùng, Văn Sỹ Thủy, Ngô Quang Trường, Phan Thanh Tuấn, Nguyễn Văn Tiến, Nguyễn Hữu Thắng, Nguyễn Phi Hùng, Võ Văn Hạnh, Hà Mai Giang cùng các ngoại binh chất lượng như Iddi Batambuje, Lulenti Kyeyune, Enock Kyembe, Fred Tamala, tất cả đều trở thành biểu tượng chiến thắng của bóng đá xứ Nghệ khi đó.
Năm 2001, Giải vô địch Quốc gia chính thức chuyển sang cơ chế chuyên nghiệp, và được mang tên V.League. Sông Lam Nghệ An tiếp tục một mùa bóng đầy thăng hoa khi là câu lạc bộ đầu tiên vô địch quốc gia với tên gọi V.League. Năm 2001 trở đi, kết thúc một chuỗi thành công của đội bóng xứ Nghệ, câu lạc bộ bắt đầu rơi vào tình trạng khủng hoảng. Nhiều cầu thủ đã từng mang đến thành công cho đội bóng lần lượt ra đi bởi nguồn tài chính của câu lạc bộ quá eo hẹp. Hàng loạt ngoại binh có chất lượng không thể giữ chân nổi.

### Câu lạc bộ bóng đá PJICO Sông Lam Nghệ An (2004–2007)
Là một trong những đội bóng mạnh, nhưng Sông Lam Nghệ An lại bước vào hình thức chuyên nghiệp khá trễ. Trong nhiều năm liền, đội được đặt dưới quyền quản lý của Sở Thể dục Thể thao Nghệ An. Mãi đến năm 2004, đội lần đầu tiên thi đấu chuyên nghiệp với sự tài trợ từ Công ty Cổ phần bảo hiểm PJICO, lấy tên ghép từ nhà tài trợ: Câu lạc bộ PJICO Sông Lam Nghệ An. Cũng vào giai đoạn này, huấn luyện viên Nguyễn Thành Vinh rời xứ Nghệ vào TP. Hồ Chí Minh với Câu lạc bộ Ngân hàng Đông Á, chẳng bao lâu sau, ông Nguyễn Hồng Thanh ra Hà Nội. Tất cả khiến câu lạc bộ chìm trong cơn khủng hoảng về nhân sự, cùng hàng loạt vụ tiêu cực xảy ra. Sau nhiều biến cố, với sự tài trợ từ PJICO, nguồn tài chính của đội bóng dần cải thiện, không còn rơi vào những hoàn cảnh bế tắc về chất lượng nội binh như những năm trước. Mùa bóng 2004, đội thi đấu không được ổn định và chỉ đạt 37 điểm, xếp vị trí thứ 4 sau 22 trận.
Năm 2005, ông Nguyễn Hữu Thắng trở lại câu lạc bộ với tư cách là huấn luyện viên trưởng. Nhưng mùa bóng năm đó, câu lạc bộ không có thành tích gì nổi bật, họ vẫn thi đấu một cách mờ nhạt kể cả ngoại binh lẫn cầu thủ nội. Kết thúc 22 vòng đấu, câu lạc bộ đạt 31 điểm, xếp vị trí thứ 5.

### Câu lạc bộ bóng đá Tài chính Dầu khí Sông Lam Nghệ An (2007–2009)
Đến năm 2007, sau khi PJICO rút lui, Tổng Công ty Tài chính Dầu khí (PVFC) thuộc Tập đoàn Dầu khí quốc gia Việt Nam đã nhận tài trợ cho đội. Từ mùa bóng 2007, đội thi đấu với tên mới là Câu lạc bộ bóng đá Tài chính Dầu khí Sông Lam Nghệ An. Ông Hồ Nghĩa Thứ - Chánh Văn phòng PVFC được cử làm đồng Chủ tịch Câu lạc bộ.
Được sự tài trợ về nguồn tài chính nhưng giai đoạn này câu lạc bộ không có bất kì thành công nào. Việc những tài năng như Lê Công Vinh, Dương Hồng Sơn, Nguyễn Hồng Tiến, Cao Xuân Thắng,...ra đi đã khiến Sông Lam Nghệ An loay hoay tìm giải pháp thay thế. Sau nhiều năm không danh hiệu, Sông Lam Nghệ An đã vực dậy cải thiện tài chính và đặt niềm tin vào những cầu thủ trưởng thành từ lò đào tạo của mình. Những năm gần đây, Sông Lam Nghệ An tiếp tục duy trì được yếu tố địa phương, điều mà không nhiều đội bóng tại V.League có thể làm được.

### Câu lạc bộ bóng đá Sông Lam Nghệ An (2009–nay)

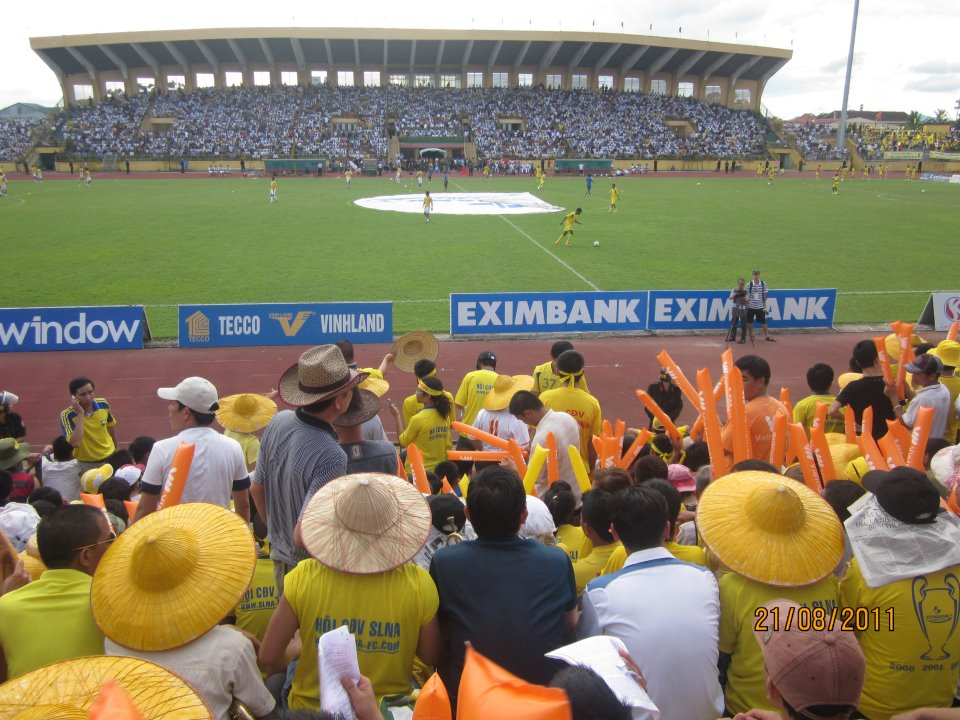
Sân vận động Vinh trong trận Sông Lam Nghệ An gặp Hà Nội T&T ở mùa giải 2011

Năm 2009, Công ty Cổ phần Bóng đá Sông Lam Nghệ An được thành lập với vốn điều lệ 100 tỷ đồng, gồm các cổ đông chính là Ngân hàng Bắc Á, Tập đoàn TH Truemilk. Từ đây, câu lạc bộ chuyển hẳn sang hình thức chuyên nghiệp với tên gọi Câu lạc bộ bóng đá Sông Lam Nghệ An.
Năm 2010 mở đầu một thời kì thành công mới cho bóng đá xứ Nghệ. Với sự trở lại của huấn luyện viên Nguyễn Hữu Thắng, câu lạc bộ đã đánh bại Hoàng Anh Gia Lai 1–0 trên Sân vận động Thống Nhất để mang về phòng truyền thống chiếc Cúp Quốc gia thứ 2 trong lịch sử của họ. Đây cũng là bàn đạp để thầy trò huấn luyện viên Nguyễn Hữu Thắng giành nhiều danh hiệu cao quý khác của bóng đá Việt Nam.
Mùa giải 2011, câu lạc bộ tiếp tục đoạt chức vô địch lần thứ 3 với trận hoà 1–1 trước Hà Nội T&T ngay trên Sân Vinh, kết thúc V.League với 49 điểm sau 26 vòng đấu. Huấn luyện viên Nguyễn Hữu Thắng cũng trở thành nhà vô địch V.League cả trong vai trò cầu thủ lẫn huấn luyện viên. Tuy nhiên, đội lại để chức vô địch Cúp Quốc gia 2011 rơi vào tay Navibank Sài Gòn khi thất bại 0–3 trên Sân vận động Thống Nhất. Sông Lam Nghệ An sau đó đã được bù đắp bằng Siêu cúp thứ 4 sau trận thắng 3–1 trước chính đối thủ cũ Navibank Sài Gòn trên sân Vinh, qua đó giành cú ăn hai ở mùa bóng 2011.
Năm 2012, Sông Lam Nghệ An chính thức nhận được sự đảm bảo vững chắc về tài chính từ Ngân hàng Bắc Á. Ngoài ra, phía ngân hàng này sẽ phê duyệt những đề án về việc phát triển đội bóng trong các mùa giải.
Mùa giải 2017, dù chỉ cán đích V.League ở vị trí thứ 7, Sông Lam Nghệ An đã vượt qua những Đắk Lắk, Hà Nội, TP.HCM, Quảng Nam và Becamex Bình Dương để nâng cao chức vô địch Cúp Quốc gia 2017.
Kết thúc giải đấu V.League 1 2020, câu lạc bộ cán đích ở vị trí thứ 10 (thành tích tệ nhất trong số lần tham dự V.League 1 của đội) và giành giải phong cách. Cũng trong năm 2020, lần đầu tiên tất cả 6 đội trẻ của Sông Lam Nghệ An tham dự các giải trẻ vô địch quốc gia đều giành huy chương với 3 chức vô địch ̣(U-11, U-13, U-17), 1 huy chương bạc (U-21), 2 huy chương đồng (U-19, U-15) và được vinh danh là câu lạc bộ đào tạo trẻ tốt nhất năm.
Đầu năm 2022, câu lạc bộ chính thức công bố bộ nhận diện thương hiệu mới. Logo cũ của đội bóng đã được thay thế bằng logo mới với thiết kế hiện đại hơn.

## Lối chơi
| “                | Trong triết lý cầm quân của tôi, tôi vẫn luôn chú trọng đến phòng ngự. Khi đã đảm bảo được sự an toàn, vững chắc ở phần sân nhà, thì khi đó mới tổ chức các đường lên bóng nhanh để ghi bàn. | ” |
| — Phan Như Thuật | |   |

## Công tác đào tạo trẻ
Với thành tích vượt trội ở hệ thống giải trẻ quốc gia dành cho các lứa U (U-9, U-11, U-13, U-15, U-17, U-19 và U-21), đội bóng cũng luôn được xem là một trong những lò đào tạo trẻ chất lượng nhất cũng như là cái nôi của bóng đá Việt.

## Tên gọi
- 1979–1992: Đội bóng đá Sông Lam Nghệ Tĩnh
- 1992–1994: Đội bóng đá Sông Lam Nghệ An
- 1994–2004: Đoàn bóng đá Sông Lam Nghệ An
- 2004–2007: Câu lạc bộ bóng đá PJICO Sông Lam Nghệ An
- 2007–2009: Câu lạc bộ bóng đá Tài chính Dầu khí Sông Lam Nghệ An
- 2009–nay: Câu lạc bộ bóng đá Sông Lam Nghệ An

## Khẩu hiệu
- Câu lạc bộ Sông Lam Nghệ An:

"Tinh thần thép – Chiến thắng đẹp"
- Khẩu ngữ cổ vũ và phục vụ cho các công tác truyền thông của câu lạc bộ và Hội cổ động viên:

"Ngoan cường chất Nghệ – Khí thế Sông Lam"

## Cổ động viên

Cổ động viên Sông Lam Nghệ An giăng biểu ngữ phản đối tình trạng "một ông bầu - nhiều đội bóng" vào năm 2016

Cổ động viên Sông Lam Nghệ An nổi tiếng với sự trung thành và cuồng nhiệt, đôi khi thậm chí là quá khích của mình, họ luôn dành một tình cảm sâu đậm cho đội bóng con cưng, chính vì thế mà sân Vinh vẫn thường được người hâm mộ bóng đá Việt Nam ví von là "chảo lửa thành Vinh" như một sự tượng trưng cho bầu không khí sôi sục và nóng bỏng vẫn thường được tạo ra khi câu lạc bộ thi đấu tại đây.
Không những vậy, với sự có mặt rộng khắp của cộng đồng người gốc Nghệ Tĩnh ở nhiều địa phương trên cả nước, đội bóng cũng luôn nhận được sự ủng hộ to lớn khi thi đấu xa nhà, với "biển" người hâm mộ sẵn sàng phủ vàng (màu truyền thống của đội) khán đài sân đối phương để biến nó trở thành một "chảo lửa thành Vinh" ngay trên đất khách, điển hình có thể kể đến sân Hàng Đẫy, sân Gò Đậu hay sân Thống Nhất.

## Trang phục thi đấu
| Giai đoạn | Hãng trang phục | Nhà tài trợ in lên áo                                                                 | Nhà tài trợ in lên áo | Nhà tài trợ in lên áo | Nhà tài trợ in lên áo | Nhà tài trợ in lên áo   |
| Giai đoạn | Hãng trang phục | 1                                                                                     | 2                     | 3                     | 4                     | 5                       |
| --------- | --------------- | ------------------------------------------------------------------------------------- | --------------------- | --------------------- | --------------------- | ----------------------- |
| 2000–2001 | Adidas          | Highlands Coffee (V.League) Pepsi (Cúp Quốc gia) Honda (Siêu cúp Quốc gia) Tiger Beer | Samsung SyncMaster    | Không có              | Không có              | Không có                |
| 2001–2002 | Adidas          | Strata (V.League) Samsung (Cúp Quốc gia) Tiger Beer                                   | Samsung SyncMaster    | Không có              | Không có              | Không có                |
| 2003      | Grand Sport     | Samsung                                                                               | Strata                | Không có              | Không có              | Không có                |
| 2004      | Grand Sport     | LILAMA                                                                                | Vida                  | Không có              | Không có              | Không có                |
| 2005      | Grand Sport     | PJICO                                                                                 | Halida                | Không có              | Không có              | Không có                |
| 2006      | Grand Sport     | PJICO                                                                                 | Không có              | Không có              | Không có              | Không có                |
| 2007–2008 | Không có        | Tài chính Dầu khí PVFC                                                                | Không có              | Không có              | Không có              | Không có                |
| 2009      | Không có        | Không có                                                                              | Không có              | Không có              | Không có              | Không có                |
| 2010      | Grand Sport     | Eurowindow                                                                            | Không có              | Không có              | Không có              | Không có                |
| 2011      | Grand Sport     | Không có                                                                              | Không có              | Không có              | Không có              | Không có                |
| 2012–2013 | Không có        | Bac A Bank                                                                            | Không có              | Không có              | Không có              | Không có                |
| 2014      | Kappa           | Bac A Bank                                                                            | Không có              | Không có              | Không có              | Không có                |
| 2015–2016 | Không có        | Bac A Bank                                                                            | Không có              | Không có              | Không có              | Không có                |
| 2017      | Mitre           | Bac A Bank                                                                            | Không có              | Không có              | Không có              | Không có                |
| 2018      | Mitre           | Bac A Bank                                                                            | TH true JUICE milk    | Không có              | Không có              | Không có                |
| 2019      | Mitre           | Bac A Bank                                                                            | TH true WATER         | Không có              | Không có              | Không có                |
| 2020–2021 | Mitre           | TH true JUICE milk                                                                    | Bac A Bank            | Không có              | Không có              | Không có                |
| 2022      | Grand Sport     | Gạo A AN                                                                              | Eurosun               | Không có              | Không có              | Không có                |
| 2023–2024 | Grand Sport     | Gạo A AN                                                                              | Nikkokutrust          | Eurosun               | Không có              | Không có                |
| 2024–nay  | Kamito          | Gạo A AN                                                                              | Bia Sao Vàng          | Nikkokutrust          | Eurosun               | SIBA Group (chỉ vòng 1) |

### Màu áo
| Màu áo sân nhà | Màu áo sân nhà | Màu áo sân nhà | Màu áo sân nhà | Màu áo sân nhà | Màu áo sân nhà | Màu áo sân nhà | Màu áo sân nhà | Màu áo sân nhà |
| -------------- | -------------- | -------------- | -------------- | -------------- | -------------- | -------------- | -------------- | -------------- |
| 2012           | 2013           | 2014           | 2016           | 2019–20        | 2021           | 2022           | 2023           | 2023–24        |

| Màu áo sân khách | Màu áo sân khách | Màu áo sân khách | Màu áo sân khách | Màu áo sân khách | Màu áo sân khách | Màu áo sân khách | Màu áo sân khách | Màu áo sân khách |
| ---------------- | ---------------- | ---------------- | ---------------- | ---------------- | ---------------- | ---------------- | ---------------- | ---------------- |
| 2012             | 2013             | 2014             | 2016             | 2019–20          | 2021             | 2022             | 2023             | 2023–24          |

| Màu áo thứ ba | Màu áo thứ ba | Màu áo thứ ba |
| ------------- | ------------- | ------------- |
| 2016          | 2022          | 2023–24       |

## Kình địch

### Hoàng Anh Gia Lai
Trong lịch sử 18 năm đối đầu với Hoàng Anh Gia Lai trên sân Vinh, ngoài trận thua 1–2 ở năm 2010, Sông Lam Nghệ An giành 12 trận thắng, 5 trận hoà (2003, 2005, 2008, 2011, 2014). Khi làm khách trên sân Pleiku của Hoàng Anh Gia Lai, đội bóng xứ Nghệ thua đến 9 trận, hòa 5 và thắng 2. Cuộc đối đầu giữa hai câu lạc bộ luôn được coi là cuộc đối đầu giữa hai mô hình đào tạo trẻ với hai triết lý khác nhau.

### Thanh Hóa(derbyBắc Trung Bộ)
Nghệ An và Thanh Hóa vẫn thường được đem ra so sánh với nhau ở rất nhiều khía cạnh, trong đó không thể không kể đến bóng đá, một phần lớn cũng là do việc đây là hai tỉnh hàng xóm của nhau cũng như sự so kè sát sao trong suy nghĩ của người dân hai tỉnh khi họ luôn có ý thức đề cao lòng tự tôn đối với quê hương của mình. Vì thế cũng không quá ngạc nhiên khi từ trước đến nay, những cuộc chạm trán giữa nền bóng đá hai tỉnh luôn diễn ra đầy nóng bỏng và quyết liệt. Sân Thanh Hóa luôn là một nơi "đi dễ khó về" cho đội bóng xứ Nghệ, lần đây nhất Sông Lam Nghệ An giành được một chiến thắng tại đây trong khuôn khổ V.League đã là từ mùa giải 2011.

## Hợp tác quốc tế

### Mito HollyHock
Chiều ngày 31 tháng 5 năm 2023, tại trụ sở câu lạc bộ Sông Lam Nghệ An, đại diện Liên đoàn bóng đá Việt Nam (VFF), Công ty Cổ phần Bóng đá chuyên nghiệp Việt Nam (VPF), câu lạc bộ Sông Lam Nghệ An và câu lạc bộ Mito HollyHock của Nhật Bản đã có buổi trao đổi cởi mở về vấn đề hợp tác giữa 2 đội bóng, trong đó, nhấn mạnh về công tác đào tạo bóng đá trẻ. Tại buổi làm việc, ông Trần Quốc Tuấn – chủ tịch VFF đã đánh giá cao sự hợp tác trao đổi giữa các câu lạc bộ của Nhật Bản nói chung, câu lạc bộ Mito HollyHock nói riêng với các câu lạc bộ bóng đá của Việt Nam, trong đó có câu lạc bộ Sông Lam Nghệ An.
Trong chuyến đi này, đoàn làm việc của câu lạc bộ Mito HollyHock đã có những trải nghiệm thực tế về cơ sở vật chất, sân bãi, cũng như công tác đào tạo tại các đội tuyển bóng đá của Sông Lam Nghệ An. Đây cũng là cơ sở để câu lạc bộ đến từ Nhật Bản đưa ra các quyết định hợp tác toàn diện với Sông Lam Nghệ An – một trong những đội bóng nổi tiếng nhất của Việt Nam trong thời gian tới, đặc biệt là trong công tác đào tạo bóng đá trẻ.
Chiều 19/12 tại trụ sở Câu lạc bộ bóng đá Sông Lam Nghệ An diễn ra lễ ký kết hợp tác chính thức giữa câu lạc bộ bóng đá Sông Lam Nghệ An (câu lạc bộ Sông Lam Nghệ An) và câu lạc bộ Mito HollyHock đến từ Nhật Bản.
Tham dự Lễ ký kết có ông Trương Mạnh Linh – Tổng Giám đốc điều hành câu lạc bộ Sông Lam Nghệ An, Lãnh đạo Trung tâm đào tạo bóng đá trẻ Sông Lam Nghệ An. Về phía câu lạc bộ Mito HollyHock có ông Nishimura Takuro  - Tổng Giám đốc điều hành câu lạc bộ Mito HollyHock, đại diện Ngân hàng Kiraboshi (Nhật Bản).
Từ tháng 10-11/2023, trong khuôn khổ hợp dự án của Liên đoàn bóng đá Nhật Bản, 2 cầu thủ trẻ của Sông Lam Nghệ An và 1 đại diện của Trung tâm đào tạo trẻ đã sang câu lạc bộ Mito HollyHock tập huấn. Theo đó, Đội trẻ của câu lạc bộ Mito HollyHock đã tham dự giải bóng đá giao lưu quốc tế (U-17 New Generation Cup 2023 in Vietnam) tại Việt Nam từ ngày 26/11/2023.
Sự hợp tác giữa câu lạc bộ Sông Lam Nghệ An và câu lạc bộ Mito HollyHock bắt đầu từ ngày 01/01/2024 đến ngày 31/12/2024. Trong chương trình hợp tác lần này, phía Mito HollyHock sẽ tư vấn hỗ trợ xây dựng hệ thống quản trị, quản lý đội bóng theo hướng nâng cao năng lực chuyên môn của các phòng ban cho câu lạc bộ Sông Lam Nghệ An. Trong tương lai sẽ hướng tới giúp câu lạc bộ Sông Lam Nghệ An hoàn thiện bộ máy tổ chức câu lạc bộ theo mô hình câu lạc bộ bóng đá của Nhật Bản, không chỉ tự chủ trong lĩnh vực chuyên môn bóng đá mà còn độc lập trong khả năng vận hành đội bóng và thu hút, đa dạng hóa các nguồn tài trợ cho câu lạc bộ.

### Nikkokutrust
Ngày 25/10/2023, trong khuôn khổ Lễ công bố Liên doanh Việt Nam – Nhật Bản giữa Tập đoàn Tân Long và 2 đối tác Nhật Bản là Tập đoàn Nikkokutrust và Tập đoàn tài chính Tokyo Kiraboshi, Hợp đồng tài trợ Câu lạc bộ Bóng đá Sông Lam Nghệ An từ Tập đoàn Nikkokutrust và Hợp đồng tư vấn dinh dưỡng với Câu lạc bộ Bóng đá Sông Lam Nghệ An của Công ty Nikkokutrust Việt Nam (thành viên của Tập đoàn Nikkokutrust) được ký kết đồng thời.
Tham dự buổi lễ có ông Trương Sỹ Bá – Chủ tịch HĐQT Công ty Cổ phần Tập đoàn Tân Long; ông Trương Mạnh Linh – TGĐ Công ty Cổ phần Thể thao Sông Lam Nghệ An; ông Wako Kiharu – Chủ tịch Tập đoàn Nikkokutrust; Ông Nakata Bunjiro – Giám đốc Điều hành Tập đoàn Nikkokutrust; Ông Anegawa Takehiro – TGĐ Công ty Nikkokutrust Việt Nam; Ông Nakano Yoshiaki – Thành viên HĐQT Tập đoàn kiêm TGĐ Công ty Kiraboshi Consulting; Ông Kojima Yoshikazu – Giám đốc Ban Hợp tác quốc tế Ngân hàng Kiraboshi; Ông Ina Akira – Tổng đại diện Ngân hàng Kiraboshi tại khu vực ASEAN.
Theo đó, Nikkokutrust là đơn vị đồng tài trợ của Câu lạc bộ Sông Lam Nghệ An bắt đầu từ mùa giải 2023–24. Không chỉ Đội 1 Sông Lam Nghệ An nhận được sự tài trợ của Tập đoàn đến từ Nhật Bản, Nikkokutrust sẽ cử các Chuyên gia tư vấn dinh dưỡng hàng đầu của Tập đoàn phối hợp với Sông Lam Nghệ An nghiên cứu và xây dựng khẩu phần ăn khoa học nhằm nâng cao chất lượng dinh dưỡng trong bữa ăn, thể trạng, thể lực cho cầu thủ trẻ. Từ đó tăng cường sức mạnh trong tập luyện, thi đấu cho các Vận động viên của Trung tâm đào tạo bóng đá trẻ Sông Lam Nghệ An.

### STARBALM
STARBALM Việt Nam trở thành đối tác y tế cho câu lạc bộ trong mùa giải 2023–24.
Thương hiệu STARBALM trực thuộc Tập Đoàn Novum Pharma, là một trong năm Tập đoàn Dược y tế nổi tiếng nhất Hà Lan chính thức đồng hành cùng câu lạc bộ bóng đá Sông Lam Nghệ An trong công tác y tế, chăm sóc sức khoẻ cho cầu thủ. Thương hiệu chăm sóc thể thao STARBALM hàng đầu Hà Lan sẽ tài trợ, cung cấp các dòng sản phẩm, thiết bị y tế thể thao giúp các cầu thủ ngăn ngừa - xử lý chấn thương trong quá trình tập luyện & thi đấu.

## Thành viên nổi bật

### Quả bóng vàng Việt Nam
Cầu thủ đoạt giải Quả bóng vàng Việt Nam khi đang chơi cho Sông Lam Nghệ An:
- Võ Văn Hạnh – 2001
- Phạm Văn Quyến – 2003
- Lê Công Vinh – 2004, 2006, 2007

### Cầu thủ nước ngoài xuất sắc nhất
Cầu thủ đoạt giải Cầu thủ nước ngoài xuất sắc nhất khi đang chơi cho Sông Lam Nghệ An:
- Iddi Batambuje – 2000, 2001

### Cầu thủ trẻ xuất sắc nhất
Cầu thủ đoạt giải Cầu thủ trẻ xuất sắc nhất khi đang chơi cho Sông Lam Nghệ An:
- Phạm Văn Quyến – 2000, 2002
- Nguyễn Huy Hoàng – 2001
- Lê Công Vinh – 2004
- Nguyễn Trọng Hoàng – 2009
- Trần Phi Sơn – 2012

### Vua phá lưới
Cầu thủ đoạt giải Vua phá lưới khi đang chơi cho Sông Lam Nghệ An:
- Văn Sỹ Thủy – 1999–00

### Các thành viên nổi bật
| Nội binh - Văn Sỹ Thủy - Võ Văn Hạnh - Nguyễn Thế Anh - Dương Hồng Sơn - Nguyễn Huy Hoàng - Lê Quốc Vượng - Phạm Văn Quyến - Lê Công Vinh - Nguyễn Trọng Hoàng - Trần Nguyên Mạnh - Phạm Mạnh Hùng - Trần Phi Sơn - Quế Ngọc Hải - Phan Văn Đức - Phạm Xuân Mạnh - Nguyễn Văn Hoàng - Hồ Tuấn Tài - Đinh Xuân Tiến - Hồ Văn Cường - Nguyễn Văn Việt - Trần Mạnh Quỳnh | Ngoại binh - Iddi Batambuje - Edmund Owshu Ansah - Andre Diego Fagan - Kavin Elroy Bryan - Hector Hughton Kerin - Abass Cheikh Dieng - Dickson Nwakaeme - Odat Marshall - Salia Ouattara - Gustavo Sant'Ana Santos - Michael Olaha - Ganiyu Oseni |

## Đội hình hiện tại

### Đội một
Tính đến 22 tháng 1 năm 2025
Ghi chú: Quốc kỳ chỉ đội tuyển quốc gia được xác định rõ trong điều lệ tư cách FIFA. Các cầu thủ có thể giữ hơn một quốc tịch ngoài FIFA.
| Số | VT | Quốc gia | Cầu thủ                    |
| -- | -- | -------- | -------------------------- |
| 1  | TM | Việt Nam | Nguyễn Văn Việt            |
| 2  | HV | Việt Nam | Vương Văn Huy              |
| 3  | HV | Việt Nam | Lê Nguyên Hoàng            |
| 4  | HV | Việt Nam | Hồ Khắc Lương              |
| 5  | HV | Việt Nam | Lê Văn Thành               |
| 6  | HV | Việt Nam | Trần Đình Hoàng            |
| 7  | TĐ | Nigeria  | Michael Olaha (đội trưởng) |
| 8  | HV | Việt Nam | Hồ Văn Cường               |
| 9  | TV | Việt Nam | Đinh Xuân Tiến             |
| 10 | TĐ | Nigeria  | Benjamin Kuku              |
| 11 | TV | Việt Nam | Trần Mạnh Quỳnh            |
| 12 | HV | Việt Nam | Bùi Thanh Đức              |
| 13 | TĐ | Việt Nam | Phùng Văn Nam              |
| 14 | TV | Việt Nam | Nguyễn Trọng Tuấn          |
| 15 | HV | Paraguay | Sebastián Zaracho          |
| 16 | TV | Việt Nam | Nguyễn Quang Vinh          |

| Số | VT | Quốc gia | Cầu thủ                |
| -- | -- | -------- | ---------------------- |
| 17 | TV | Việt Nam | Trần Nam Hải           |
| 19 | HV | Việt Nam | Phan Bá Quyền          |
| 20 | TĐ | Việt Nam | Ngô Văn Lương          |
| 21 | TĐ | Việt Nam | Phan Xuân Đại          |
| 23 | HV | Việt Nam | Nguyễn Mai Hoàng       |
| 25 | TM | Việt Nam | Nguyễn Hữu Hậu         |
| 26 | TM | Việt Nam | Cao Văn Bình           |
| 27 | TV | Việt Nam | Phạm Nguyễn Quốc Trung |
| 28 | TV | Việt Nam | Nguyễn Văn Bách        |
| 29 | TV | Việt Nam | Đặng Quang Tú          |
| 32 | TV | Việt Nam | Hồ Khắc Ngọc           |
| 33 | TV | Việt Nam | Phan Văn Thành         |
| 38 | TĐ | Việt Nam | Lê Đình Long Vũ        |
| 55 | HV | Việt Nam | Hoàng Văn Khánh        |

### Cho mượn
Ghi chú: Quốc kỳ chỉ đội tuyển quốc gia được xác định rõ trong điều lệ tư cách FIFA. Các cầu thủ có thể giữ hơn một quốc tịch ngoài FIFA.
| Số | VT | Quốc gia | Cầu thủ                                                   |
| -- | -- | -------- | --------------------------------------------------------- |
| 22 | HV | Việt Nam | Nguyễn Xuân Bình (cho mượn đến Trẻ Thành phố Hồ Chí Minh) |
| 24 | TV | Việt Nam | Lê Văn Quý (cho mượn đến Hòa Bình)                        |
| —  | TM | Việt Nam | Chu Văn Tấn (cho mượn đến Công an Hà Nội)                 |
| —  | HV | Việt Nam | Nguyễn Văn Sơn (cho mượn đến Hòa Bình)                    |
| —  | HV | Việt Nam | Trịnh Hoàng Cảnh (cho mượn đến Hòa Bình)                  |
| —  | HV | Việt Nam | Võ Tiến Thắng (cho mượn đến Trẻ Thành phố Hồ Chí Minh)    |
| —  | HV | Việt Nam | Trương Văn Tuyến (cho mượn đến Trẻ Thành phố Hồ Chí Minh) |
| —  | TV | Việt Nam | Ngô Văn Bắc (cho mượn đến Hải Phòng)                      |
| —  | TĐ | Việt Nam | Phan Duy Hào (cho mượn đến Trẻ Thành phố Hồ Chí Minh)     |

### Đội trẻ (U-21)
| Chức vụ                | Họ tên          |
| ---------------------- | --------------- |
| Huấn luyện viên trưởng | Nguyễn Văn Vinh |

Đội hình tham dự Giải bóng đá Vô địch U-21 Quốc gia 2024
Ghi chú: Quốc kỳ chỉ đội tuyển quốc gia được xác định rõ trong điều lệ tư cách FIFA. Các cầu thủ có thể giữ hơn một quốc tịch ngoài FIFA.
| Số | VT | Quốc gia | Cầu thủ           |
| -- | -- | -------- | ----------------- |
| 1  | TM | Việt Nam | Nguyễn Bảo Ngọc   |
| 2  | HV | Việt Nam | Bùi Thanh Đức     |
| 3  | HV | Việt Nam | Trịnh Hoàng Cảnh  |
| 4  | HV | Việt Nam | Nguyễn Mai Hoàng  |
| 5  | HV | Việt Nam | Lê Nguyên Hoàng   |
| 6  | TV | Việt Nam | Nguyễn Trọng Tuấn |
| 7  | TV | Việt Nam | Trương Văn Tuyển  |
| 8  | TV | Việt Nam | Nguyễn Văn Bách   |
| 9  | TĐ | Việt Nam | Phan Duy Hào      |
| 10 | TĐ | Việt Nam | Đinh Xuân Tiến    |
| 11 | TV | Việt Nam | Lê Đình Long Vũ   |
| 12 | HV | Việt Nam | Võ Tiến Thắng     |
| 14 | HV | Việt Nam | Nguyễn Tấn Minh   |
| 15 | HV | Việt Nam | Hoàng Minh Hợi    |
| 16 | HV | Việt Nam | Nguyễn Hải Đăng   |

| Số | VT | Quốc gia | Cầu thủ                |
| -- | -- | -------- | ---------------------- |
| 17 | HV | Việt Nam | Trần Nam Hải           |
| 18 | TV | Việt Nam | Phạm Nguyễn Quốc Trung |
| 19 | TĐ | Việt Nam | Nguyễn Trọng Sơn       |
| 20 | HV | Việt Nam | Nguyễn Văn Sơn         |
| 21 | TV | Việt Nam | Ngô Văn Bắc            |
| 22 | TĐ | Việt Nam | Phùng Văn Nam          |
| 24 | TV | Việt Nam | Lê Văn Quý             |
| 25 | TM | Việt Nam | Nguyễn Hữu Hậu         |
| 26 | TM | Việt Nam | Chu Văn Tấn            |
| 27 | TĐ | Việt Nam | Trần Quốc Hoà          |
| 28 | TV | Việt Nam | Hồ Viết Mạnh           |
| 33 | HV | Việt Nam | Phan Văn Thành         |
| 36 | TV | Việt Nam | Hồ Văn Cường           |
| 37 | TV | Việt Nam | Nguyễn Quang Vinh      |
| 40 | TM | Việt Nam | Cao Văn Bình           |

## Sân nhà

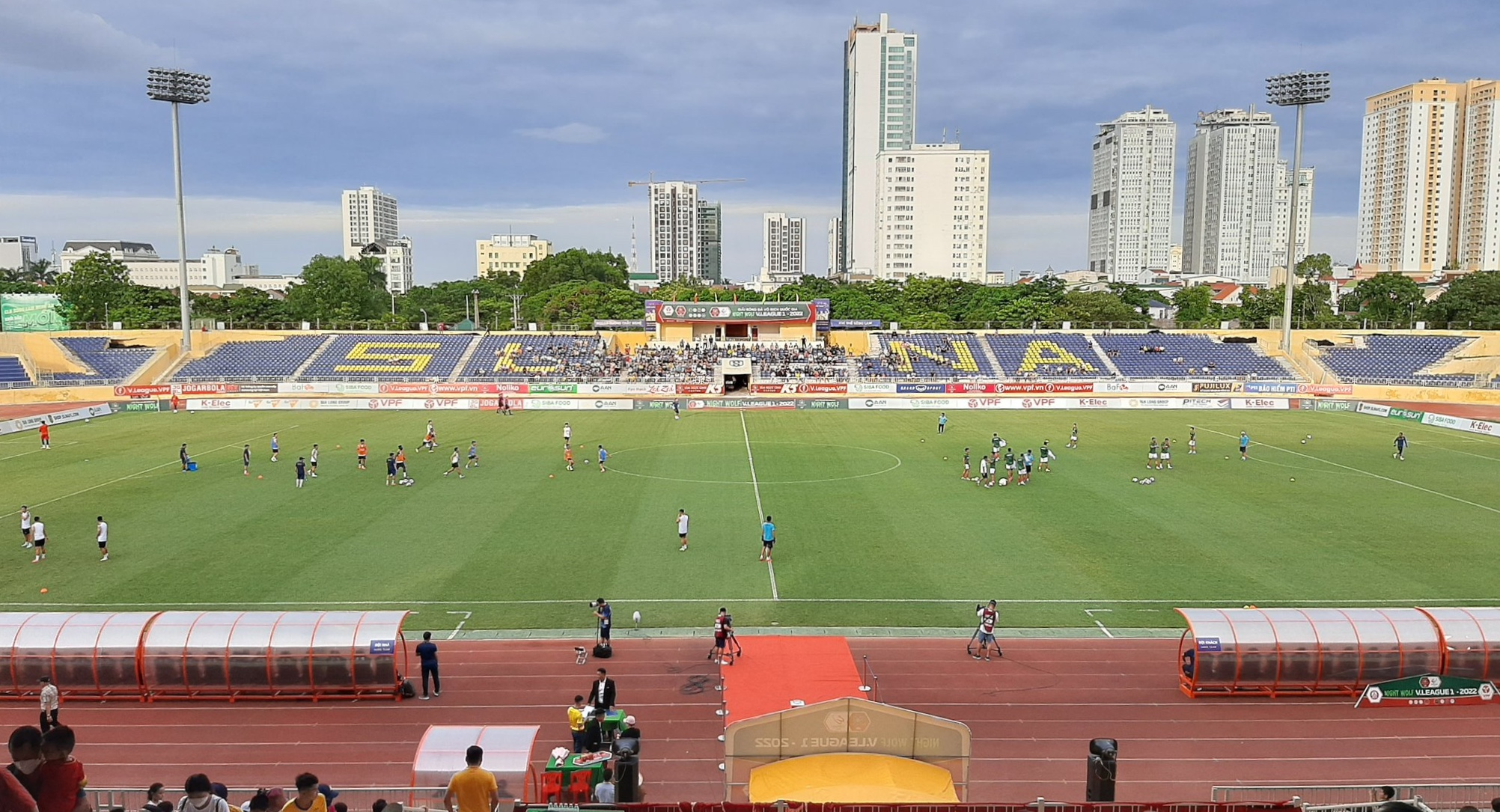
Quang cảnh nhìn từ khán đài A của sân Vinh (ảnh chụp năm 2022)

Sân vận động Vinh với sức chứa 20.000 chỗ ngồi, tọa lạc tại đường Đào Tấn, phường Thành Vinh, tỉnh Nghệ An, đã được chọn làm sân nhà của câu lạc bộ từ thời kỳ đầu mới thành lập cho đến nay.

## Ban huấn luyện

### Ban huấn luyện hiện tại
| Chức vụ                 | Họ tên             |
| ----------------------- | ------------------ |
| Giám đốc kỹ thuật       | Hideaki Shoji      |
| Huấn luyện viên trưởng  | Phan Như Thuật     |
| Trợ lý huấn luyện viên  | Phạm Văn Quyến     |
| Trợ lý huấn luyện viên  | Nguyễn Ngọc Anh    |
| Trợ lý huấn luyện viên  | Phan Tiến Hoài     |
| Huấn luyện viên thể lực | Phạm Bùi Minh      |
| Huấn luyện viên thủ môn | Phạm Đức Anh       |
| Bác sĩ                  | Kawaguchi Kentarou |
| Nhân viên y tế          | Đoàn Minh Hoàng    |
| Nhân viên y tế          | Nguyễn Văn Đoán    |
| Phiên dịch              | Đậu Xuân Huy       |
| Nhân viên phục vụ       | Phạm Văn Hùng      |

### Các đời huấn luyện viên trưởng và đội trưởng
| Các đời huấn luyện viên trưởng (tính theo giai đoạn) \| - Nguyễn Thành Vinh (1980–2004) - Nguyễn Văn Thịnh (2004–2005) - Nguyễn Hữu Thắng (2005–2006) - Hà Thìn (2006–2007) - Nguyễn Văn Thịnh (2007–2009) - Nguyễn Hữu Thắng (2009–2014) - Ngô Quang Trường (2014–2016) \| - Nguyễn Đức Thắng (2016–2019) - Ngô Quang Trường (2019–2021) - Nguyễn Huy Hoàng (2021–2023) - Phan Như Thuật (2023–2024) - Phạm Anh Tuấn (2024–2024) - Phan Như Thuật (2024–nay) \| | |
| - Nguyễn Thành Vinh (1980–2004) - Nguyễn Văn Thịnh (2004–2005) - Nguyễn Hữu Thắng (2005–2006) - Hà Thìn (2006–2007) - Nguyễn Văn Thịnh (2007–2009) - Nguyễn Hữu Thắng (2009–2014) - Ngô Quang Trường (2014–2016) | - Nguyễn Đức Thắng (2016–2019) - Ngô Quang Trường (2019–2021) - Nguyễn Huy Hoàng (2021–2023) - Phan Như Thuật (2023–2024) - Phạm Anh Tuấn (2024–2024) - Phan Như Thuật (2024–nay) |

| Các đời đội trưởng (tính theo mùa giải) \| - Nguyễn Hữu Thắng (1993–1999) - Ngô Quang Trường (2000–2003) - Văn Sỹ Sơn (2004) - Nguyễn Huy Hoàng (2005–2012) - Nguyễn Trọng Hoàng (2013) \| - Lê Công Vinh (2014) - Nguyễn Quang Tình (2015) - Trần Nguyên Mạnh (2016–2019) - Hoàng Văn Khánh (2020–2022) - Quế Ngọc Hải (2023) - Michael Olaha (2023/24–nay) \| | |
| - Nguyễn Hữu Thắng (1993–1999) - Ngô Quang Trường (2000–2003) - Văn Sỹ Sơn (2004) - Nguyễn Huy Hoàng (2005–2012) - Nguyễn Trọng Hoàng (2013) | - Lê Công Vinh (2014) - Nguyễn Quang Tình (2015) - Trần Nguyên Mạnh (2016–2019) - Hoàng Văn Khánh (2020–2022) - Quế Ngọc Hải (2023) - Michael Olaha (2023/24–nay) |

## Thành tích thi đấu

### Vô địch Quốc gia
| Chú giải màu sắc | Chú giải màu sắc |
| ---------------- | ---------------- |
| Vô địch          |                  |
| Á quân           |                  |
| Hạng ba          |                  |
| Hạng tư          |                  |

| Mùa giải                                    | Thứ hạng                    | ST                          | T                           | H                           | B                           | BT                          | BB                          | Điểm                        |
| Giải bóng đá A1 toàn quốc                   | Giải bóng đá A1 toàn quốc   | Giải bóng đá A1 toàn quốc   | Giải bóng đá A1 toàn quốc   | Giải bóng đá A1 toàn quốc   | Giải bóng đá A1 toàn quốc   | Giải bóng đá A1 toàn quốc   | Giải bóng đá A1 toàn quốc   | Giải bóng đá A1 toàn quốc   |
| ------------------------------------------- | --------------------------- | --------------------------- | --------------------------- | --------------------------- | --------------------------- | --------------------------- | --------------------------- | --------------------------- |
| 1986                                        | Thứ 5 bảng C g.đ. 1         | 10                          | 2                           | 3                           | 5                           | 9                           | 17                          | 7                           |
| 1987                                        | Thứ 8 bảng A g.đ. 1         | 16                          | 4                           | 3                           | 9                           | 11                          | 21                          | 11                          |
| 1989                                        | Thứ 2 bảng B g.đ. 1         | 9                           | 4                           | 3                           | 2                           | 15                          | 12                          | 11                          |
| Giải bóng đá Các đội mạnh Toàn quốc         |                             |                             |                             |                             |                             |                             |                             |                             |
| 1990                                        | Thứ 5 bảng B g.đ. 1         | Không rõ thành tích cụ thể  | Không rõ thành tích cụ thể  | Không rõ thành tích cụ thể  | Không rõ thành tích cụ thể  | Không rõ thành tích cụ thể  | Không rõ thành tích cụ thể  | Không rõ thành tích cụ thể  |
| 1991                                        | Thứ 7 bảng B                | 13                          | 1                           | 7                           | 5                           | 6                           | 10                          | 9                           |
| 1992                                        | Đồng thứ 3                  | 11                          | –                           | –                           | –                           | 6                           | 6                           | 11                          |
| 1993–94                                     | Thứ 5 bảng B g.đ. 1         | 13                          | 5                           | 4                           | 4                           | 11                          | 14                          | 14                          |
| 1995                                        | Đồng thứ 5                  | 15                          | 7                           | –                           | 8                           | 20                          | 22                          | 14                          |
| 1996                                        | Thứ 3                       | 27                          | 13                          | 5                           | 9                           | 38                          | 31                          | 44                          |
| Giải bóng đá hạng Nhất Quốc gia             |                             |                             |                             |                             |                             |                             |                             |                             |
| 1997                                        | Á quân                      | 22                          | 11                          | 3                           | 8                           | 28                          | 17                          | 36                          |
| 1998                                        | Á quân                      | 26                          | 13                          | 5                           | 8                           | 46                          | 34                          | 44                          |
| Tập huấn 1999                               | Vô địch                     | 8                           | 5                           | 3                           | 0                           | 16                          | 4                           | 18                          |
| 1999–00                                     | Vô địch                     | 24                          | 11                          | 10                          | 3                           | 35                          | 20                          | 43                          |
| Giải bóng đá Vô địch Quốc gia Chuyên nghiệp |                             |                             |                             |                             |                             |                             |                             |                             |
| 2000–01                                     | Vô địch                     | 18                          | 11                          | 3                           | 4                           | 20                          | 16                          | 36                          |
| 2001–02                                     | Á quân                      | 18                          | 8                           | 4                           | 6                           | 22                          | 20                          | 28                          |
| 2003                                        | Thứ 5                       | 22                          | 9                           | 5                           | 8                           | 25                          | 16                          | 32                          |
| Giải bóng đá Vô địch Quốc gia               |                             |                             |                             |                             |                             |                             |                             |                             |
| 2004                                        | Thứ 4                       | 22                          | 9                           | 10                          | 3                           | 38                          | 17                          | 37                          |
| 2005                                        | Thứ 5                       | 22                          | 8                           | 7                           | 7                           | 33                          | 28                          | 31                          |
| 2006                                        | Thứ 5                       | 24                          | 9                           | 9                           | 6                           | 27                          | 27                          | 36                          |
| 2007                                        | Thứ 7                       | 26                          | 8                           | 11                          | 7                           | 38                          | 35                          | 35                          |
| 2008                                        | Thứ 9                       | 26                          | 10                          | 7                           | 9                           | 45                          | 35                          | 36                          |
| 2009                                        | Thứ 3                       | 26                          | 11                          | 10                          | 5                           | 39                          | 28                          | 43                          |
| 2010                                        | Thứ 9                       | 26                          | 9                           | 10                          | 7                           | 34                          | 26                          | 37                          |
| 2011                                        | Vô địch                     | 26                          | 15                          | 4                           | 7                           | 47                          | 28                          | 49                          |
| 2012                                        | Thứ 4                       | 26                          | 9                           | 14                          | 3                           | 44                          | 30                          | 41                          |
| 2013                                        | Thứ 4                       | 20                          | 9                           | 6                           | 5                           | 40                          | 24                          | 33                          |
| 2014                                        | Thứ 5                       | 22                          | 10                          | 6                           | 6                           | 38                          | 26                          | 36                          |
| 2015                                        | Thứ 7                       | 26                          | 10                          | 7                           | 9                           | 36                          | 33                          | 37                          |
| 2016                                        | Thứ 9                       | 26                          | 9                           | 7                           | 10                          | 34                          | 36                          | 34                          |
| 2017                                        | Thứ 8                       | 26                          | 8                           | 10                          | 8                           | 36                          | 36                          | 34                          |
| 2018                                        | Thứ 4                       | 26                          | 12                          | 6                           | 8                           | 38                          | 32                          | 42                          |
| 2019                                        | Thứ 7                       | 26                          | 8                           | 11                          | 7                           | 32                          | 26                          | 35                          |
| 2020                                        | Thứ 10                      | 18                          | 6                           | 5                           | 7                           | 17                          | 21                          | 23                          |
| 2021                                        | Mùa giải bị hủy vì COVID-19 | Mùa giải bị hủy vì COVID-19 | Mùa giải bị hủy vì COVID-19 | Mùa giải bị hủy vì COVID-19 | Mùa giải bị hủy vì COVID-19 | Mùa giải bị hủy vì COVID-19 | Mùa giải bị hủy vì COVID-19 | Mùa giải bị hủy vì COVID-19 |
| 2022                                        | Thứ 5                       | 24                          | 9                           | 6                           | 9                           | 29                          | 28                          | 33                          |
| 2023                                        | Thứ 9                       | 18                          | 6                           | 7                           | 5                           | 19                          | 20                          | 25                          |
| 2023–24                                     | Thứ 12                      | 26                          | 7                           | 9                           | 10                          | 27                          | 32                          | 30                          |
| 2024–25                                     | Thứ 12                      | 26                          | 5                           | 11                          | 10                          | 22                          | 36                          | 26                          |

### Cúp Quốc gia
- 1992: Vòng loại
- 1993: Vòng loại
- 1994: Vòng loại
- 1995: Vòng loại
- 1996:  Hạng ba
- 1997: Vòng loại
- 1998:  Hạng ba
- 1999–00: Tứ kết
- 2000–01: Tứ kết
- 2001–02:  Vô địch
- 2003: Vòng 3
- 2004:  Hạng ba
- 2005: Tứ kết
- 2006: Vòng 16 đội
- 2007:  Hạng ba
- 2008: Tứ kết
- 2009:  Hạng ba
- 2010:  Vô địch
- 2011:  Á quân
- 2012:  Hạng ba
- 2013: Vòng 16 đội
- 2014: Vòng 16 đội
- 2015: Tứ kết
- 2016: Vòng 16 đội
- 2017:  Vô địch
- 2018:  Hạng ba
- 2019: Vòng 16 đội
- 2020: Vòng 16 đội
- 2021: Vòng loại
- 2022: Vòng loại
- 2023: Vòng loại
- 2023–24: Vòng 16 đội
- 2024–25:  Á quân

### Đấu trường châu lục
- Cúp C1 châu Á: 2 lần tham dự
  - 2000–01: Vòng 1
  - 2001–02: Vòng 1
- Cúp C2 châu Á: 3 lần tham dự
  - 2011: Vòng 16 đội
  - 2012: Vòng bảng
  - 2018: Vòng bảng

| Mùa giải      | Vòng đấu    | ST | T | H | B | BT | BB | Đối thủ            | Sân nhà | Sân khách |
| ------------- | ----------- | -- | - | - | - | -- | -- | ------------------ | ------- | --------- |
| Cúp C1 châu Á |             |    |   |   |   |    |    |                    |         |           |
| 2000–01       | Vòng 1      | 2  | 0 | 1 | 1 | 1  | 4  | PSM Makassar       | 1–4     | 0–0       |
| 2001–02       | Vòng 1      | –  | – | – | – | –  | –  | Saunders           | w/o     | w/o       |
| Tổng cộng     | Tổng cộng   | 2  | 0 | 1 | 1 | 1  | 4  | –                  | –       | –         |
| Cúp C2 châu Á |             |    |   |   |   |    |    |                    |         |           |
| 2011          | Vòng bảng   | 6  | 4 | 0 | 2 | 16 | 10 | Sriwijaya          | 4–0     | 1–3       |
| 2011          | Vòng bảng   | 6  | 4 | 0 | 2 | 16 | 10 | TSW Pegasus        | 1–2     | 3–2       |
| 2011          | Vòng bảng   | 6  | 4 | 0 | 2 | 16 | 10 | VB                 | 4–2     | 3–1       |
| 2011          | Vòng 16 đội | 1  | 0 | 0 | 1 | 1  | 3  | Persipura Jayapura | 1–3     | –         |
| 2012          | Vòng bảng   | 6  | 2 | 1 | 3 | 6  | 9  | Kitchee            | 1–0     | 0–2       |
| 2012          | Vòng bảng   | 6  | 2 | 1 | 3 | 6  | 9  | Terengganu         | 0–1     | 2–6       |
| 2012          | Vòng bảng   | 6  | 2 | 1 | 3 | 6  | 9  | Tampines Rovers    | 3–0     | 0–0       |
| 2018          | Vòng bảng   | 6  | 3 | 1 | 2 | 8  | 5  | Persija Jakarta    | 0–0     | 0–1       |
| 2018          | Vòng bảng   | 6  | 3 | 1 | 2 | 8  | 5  | Johor Darul Ta'zim | 2–0     | 2–3       |
| 2018          | Vòng bảng   | 6  | 3 | 1 | 2 | 8  | 5  | Tampines Rovers    | 2–1     | 2–0       |
| Tổng cộng     | Tổng cộng   | 19 | 9 | 2 | 8 | 31 | 27 | –                  | –       | –         |

## Danh hiệu

### Đội một

#### Vô địch Quốc gia
Vô địch: 3
- 1999–00, 2000–01, 2011

 Á quân: 3
- 1997, 1998, 2001–02

 Hạng ba: 3
- 1992, 1996, 2009

#### Cúp Quốc gia
Vô địch: 3 (đồng kỷ lục quốc gia với Becamex Thành phố Hồ Chí Minh và Hà Nội)
- 2001–02, 2010, 2017

 Á quân: 2
- 2011, 2024–25

 Hạng ba: 7
- 1996, 1998, 2004, 2007, 2009, 2012, 2018

#### Siêu cúp Quốc gia
Vô địch: 4
- 2000, 2001, 2002, 2011

 Á quân: 2
- 2010, 2017

### Đại hội Thể thao toàn quốc(đại diện cho tỉnhNghệ An)
Thành tích chỉ được thống kê ở 7 kỳ Đại hội gần nhất (từ 1995 đến 2022), vậy nên số liệu ở mục này chưa đầy đủ.
 Huy chương vàng: 2
- 2014, 2022

 Huy chương bạc: 1
- 2018

 Huy chương đồng: 1
- 2010

### U-21
Vô địch: 5
- 2000, 2001, 2002, 2012, 2014

 Á quân: 5
- 2003, 2007, 2010, 2020, 2023

 Hạng ba: 4
- 2004, 2011, 2013, 2017

### U-19
Vô địch: 5
- 1999, 2001, 2004, 2005, 2006

 Á quân: 7
- 2002, 2007, 2011, 2013, 2014, 2023, 2024–25

 Hạng ba: 10
- 1998, 2000, 2008, 2012, 2018, 2019, 2020, 2021, 2022, 2024

### U-17
Vô địch: 8 (kỷ lục quốc gia)
- 2004, 2005, 2006, 2007, 2008, 2009, 2012, 2020

 Á quân: 2
- 2010, 2018

 Hạng ba: 3
- 2015, 2022, 2023

### U-15
Vô địch: 5
- 1998, 2002, 2018, 2019, 2022

 Á quân: 3
- 1999, 2008, 2023

 Hạng ba: 5
- 2003, 2005, 2017, 2020, 2025

### U-13 (đội thiếu niên)
Vô địch: 11 (kỷ lục quốc gia)
- 1997, 1998, 2003, 2013, 2014, 2018, 2019, 2020, 2022, 2023, 2024

 Á quân: 3
- 2015, 2016, 2025

 Hạng ba: 2
- 1999, 2017

### U-11 (đội nhi đồng)
Vô địch: 7 (kỷ lục quốc gia)
- 2001, 2002, 2017, 2018, 2019, 2020, 2022, 2024

 Á quân: 1
- 1997

 Hạng ba: 8
- 1996, 1998, 1999, 2000, 2003, 2009, 2015, 2023

### U-9
Vô địch: 2 (kỷ lục quốc gia)
- 2021, 2022

 Á quân: 1
- 2024

 Hạng ba: 1
- 2023

### Giải thưởng khác
- Huân chương Lao động hạng ba do Nhà nước Cộng hòa Xã hội chủ nghĩa Việt Nam trao tặng[cần kiểm chứng]
- Cờ đơn vị thi đua xuất sắc của Ủy ban nhân dân tỉnh Nghệ An hai năm liền 1998, 1999–00
- Cờ thi đua của Chính phủ tặng đơn vị dẫn đầu phong trào thi đua năm 2000–01
- Cờ đơn vị hoàn thành xuất sắc nhiệm vụ mùa giải 2000–01 của Ủy ban nhân dân tỉnh Nghệ An

## Kỷ lục
Sông Lam Nghệ An là đội bóng...
- ... đầu tiên của Việt Nam:
  - Cán mốc 1.000 điểm khi thi đấu ở giải Vô địch Quốc gia.
  - Cán mốc 1.000 bàn thắng khi thi đấu ở giải Vô địch Quốc gia.
- ... duy nhất của Việt Nam:
  - Xuất hiện ở tất cả các mùa giải Vô địch Quốc gia kể từ khi giải bắt đầu chuyển sang cơ chế chuyên nghiệp vào năm 2000.
  - Đã lên ngôi vô địch ở tất cả những giải đấu cấp quốc gia dành cho các lứa tuổi từ nhỏ nhất (U-9) đến lớn nhất (đội một).

Một số kỷ lục quốc gia khác:
- Tham dự nhiều mùa giải Vô địch Quốc gia nhất (37 mùa, tính đến mùa giải 2025–26).
- Tham dự nhiều mùa giải Vô địch Quốc gia liên tiếp nhất (37 mùa, tính đến mùa giải 2025–26).

## Biểu trưng

2003–2004 Sông Lam Nghệ An
2004–2007 PJICO Sông Lam Nghệ An
2007–2009 TCDK Sông Lam Nghệ An
2009–2018 Sông Lam Nghệ An
2018–2022 Sông Lam Nghệ An
2022–nay (phiên bản 1) Sông Lam Nghệ An
2022–nay (phiên bản 2) Sông Lam Nghệ An